# 上峰町立上峰中学校
上峰町立上峰中学校（かみみねちょうりつ かみみねちゅうがっこう）は、佐賀県三養基郡上峰町大字坊所（ぼうじょ）にある町立小学校。

## 概要
歴史
1947年（昭和22年）の学制改革の際に新制中学校として創立。現校名になったのは1989年（平成元年）。2022年（令和4年）に創立75周年を迎えた。
校章
中央に校名の略称である「上中」の文字（縦書き）を配している。
校歌
作詞は松田一男、作曲は黒沼幸四郎による。歌詞は3番まであり、各番とも歌詞中に校名の「上峰中学校」が登場する。
校区
住所表記で「三養基郡上峰町」全域。小学校区は上峰町立上峰小学校。

## 沿革
- 1947年（昭和22年）
  - 4月1日
    - 上峰村国民学校の初等科が、新制小学校「上峰村立上峰小学校」（6年制）に改組・改称。
    - 上峰村国民学校の高等科が青年学校普通科とともに、新制中学校「上峰村立上峰中学校」（3年制）に改組され、当初小学校に併置される。初代校長は副島定作。

  - 5月3日 - 開校式を挙行。
- 1948年（昭和23年）
  - 3月31日 - 青年学校が廃止される。
  - 9月 - 運動場を拡張。
- 1953年（昭和28年）
  - 6月26日 - 集中豪雨により上峰村内南部が床上浸水し、中学校が避難所となり、6日間休校。
  - 12月 - 小中講堂兼体育館が完成。
- 1955年（昭和30年）
  - 3月 - 中学校校舎（第1期工事）が完成。
  - 5月 - 中学校校舎（第2期工事）が完成。
- 1963年（昭和38年）
  - 3月 - 技術室が完成。
  - 11月 - 完全給食を開始。
- 1963年（昭和38年）度 - 在籍生徒数が423名で、最大となる。
- 1964年（昭和39年）5月 - 運動場を拡張し、バレーボールコートを設置。
- 1967年（昭和42年）3月 - 運動場を拡張。
- 1968年（昭和43年）
  - 3月 - 西グラウンドを設置。
  - 6月 - プールが完成。
- 1972年（昭和47年）6月 - 校旗を制定。
- 1978年（昭和53年）3月 - 現在地に新校舎（第一期工事）が完成し、移転を完了。小中分離となる。
- 1979年（昭和54年）3月 - 現在地に新校舎（第二期工事）が完成。
- 1987年（昭和62年）1月 - 増築。
- 1989年（平成元年）
  - 4月1日 - 特殊学級を設置。
  - 11月1日 - 町制施行により、「上峰町立上峰小学校」（現校名）と改称。
- 1992年（平成4年）10月 - パソコン室が完成。
- 1997年（平成9年）3月 - 体育館が完成。
- 1999年（平成11年）2月 - 校舎と体育館をつなぐ歩道橋が完成。
- 2004年（平成16年）8月 - 大神中学校（韓国）と姉妹校になる。
- 2008年（平成20年）8月 - 体育館の耐震工事が完了。

## 交通
最寄りの鉄道駅
- JR九州 長崎本線 「吉野ヶ里公園駅」

最寄りの幹線道路
- 佐賀県道・福岡県道133号坊所城島線

## 周辺
- 上峰町体育センター
- 上峰町社会体育施設テニスコート
- 上峰町民プール
- 坊所乙宮神社
- 宇佐八幡宮

## 参考資料
- 「上峰村史」（1979年（昭和54年）11月, 上峰村史編さん委員会）p.846～858, p.1152～p.1172）